# Francesc Balaguer i Primo
Francesc Balaguer i Primo (Carlet, la Ribera Alta, 12 de juny de 1841 - Madrid, 30 de novembre de 1880) va ser un enginyer industrial, periodista i polític valencià.
Estudià a l'Escola Superior d'Enginyers Industrials de Madrid, i s'especialitzà en química i en mecànica. El curs 1863-64 era ajudant interí del Real Instituto Industrial de Madrid. Col·laborador assidu de diverses publicacions tècniques, és autor de nombroses monografies, bona part de les quals recollides en Las industrias agrícolas, on tracta, en un estil planer i amb abundants il·lustracions, de l'aprofitament industrial d'una gran varietat de cultius.
Defensà en articles de premsa el seu ideari liberal progressista, i afiliat al partit de Sagasta, fou governador civil de Santander i de Càceres. El 1868 fou investit cavaller de l'orde de Carles III.

## Obres
- Almidones, féculas y sus derivados (1918)
- Cría del gusano del moral y otros gusanos productores de seda. Hilado y estudio de la misma (1878)
- Conservas alimenticias. Preparación de las carnes, pescado, leche, manteca, frutos, hortalizas y legumbres
- Cría de los peces (de agua dulce y salada), de los moluscos y crustáceos (1878)
- Industria corchera: estracción y preparación del corcho y aplicación á la industria taponera (1879)
- Fabricación de jabones de todas clases (1873)
- Fabricación de las esencias
- Inconvenientes que presenta el empleo agrícola de los abonos químicos (1869)
- Fabricación, clarificación, refino, conservación y envase del aceite de oliva, cacahuete, linaza y demás semillas oleaginosas (1871)
- Manual práctico de análisis de los vinos (1873)
- Riegos por medio de norias, bombas y otras máquinas (1873)
- Estudio y aplicaciones de las materias textiles vegetales (1877)
- Las industrias agrícolas. Tratado de las que se explotan en España y de todas aquellas que pueden ser ventajosamente explotadas, 2 toms: I i II (1877)
- Cultivo y beneficio del tabaco: fabricación de cigarros puros, cigarrillos, rapé, picadura, etc. (1879)
- Cultivo de la caña de azúcar y demás plantas sacarinas: fabricación y refinación de los azúcares (1883)
- Materias tintóreas (1879)
- Manual de industrias químicas inorgánicas, 2 toms (1879)